# Белл Тауншип (округ Вестморленд, Пенсільванія)
Белл Тауншип (англ. Bell Township) — селище (англ. township) в США, в окрузі Вестморленд штату Пенсільванія. Населення — 2080 осіб (2020).

## Демографія
Згідно з переписом 2010 року, у селищі мешкало 2348 осіб у 962 домогосподарствах у складі 703 родин. Було 1022 помешкання
Расовий склад населення:
| - 97,7 % — білих - 1,1 % — чорних або афроамериканців - 0,3 % — корінних американців - 0,1 % — азіатів |

До двох чи більше рас належало 0,7 %. Частка іспаномовних становила 0,6 % від усіх жителів.
За віковим діапазоном населення розподілялося таким чином: 19,5 % — особи молодші 18 років, 62,5 % — особи у віці 18—64 років, 18,0 % — особи у віці 65 років та старші. Медіана віку мешканця становила 46,3 року. На 100 осіб жіночої статі у селищі припадало 98,8 чоловіків;  на 100 жінок у віці від 18 років та старших — 102,6 чоловіків також старших 18 років.
Середній дохід на одне домашнє господарство  становив 62 960 доларів США (медіана — 49 940), а середній дохід на одну сім'ю — 75 534 долари (медіана — 60 221). Медіана доходів становила 44 737 доларів для чоловіків та 40 917 доларів для жінок. За межею бідності перебувало 5,6 % осіб, у тому числі 1,5 % дітей у віці до 18 років та 7,7 % осіб у віці 65 років та старших.
Цивільне працевлаштоване населення становило 1191 особа. Основні галузі зайнятості: освіта, охорона здоров'я та соціальна допомога — 22,8 %, виробництво — 20,2 %, будівництво — 10,7 %, транспорт — 9,2 %.